# Друкпа
Друкпа Кагю или просто Друкпа е школа или линия на Тибетския Будизъм, подшкола на линията Кагю и част от Сарма или новите преводи на Будистките учения от санскрит на тибетски. Вътре в линията има две субтрадиции и по-специално източната традиция в Кхам и средната Друкпа в Ладак и съседните региони в Индия. В Бутан Друкпа е доминиращата държавна религиозна традиция.

## История
Линията е основана от Дрогон Цангпа Гяре Йеше Дордже (1161 – 1211), ученик на Линг Репа, който от ранна възраст практикува Тантричните методи, Махамудра и Шестте Йоги на Наропа. Като Тертон той открива скритите поучения или терма, наречена Шестте Еднакви Вкуса оставена от ученика на Миларепа Речунгпа.
По време на поклонническо пътешествие Цангпа Гяре и учениците му виждат дракони ревящи под земята и в небето и навсякъде заваляли цветя и това било причината да нарекат линията Друкпа, означаващо дракон. Учител на Цангпа Гяре е Памго Друпа, а той от своя страна е от основните ученици както на Гампопа, така и на Дампа Сумпа, ученик на Речунгпа.
Изтъкнатият ученик на племенника на Цангпа Гяре, Онре Дарма Сенге е Пхаджо Другом Жигпо (1208 – 1276), който през 1222 установява ученията на Друкпа Кагю в долините на западен Бутан .

## Клонове на линията Друкпа
Изтъкнатите ученици на Цанпа Гяре Йеше Дордже (1161 – 1211), първият Гялва Друкпа могат да се разделят в две групи: кръвни роднини и духовни синове. Неговият племенник Онре Дарма Сенге (1177 – 1237) е наследник на трона в Ралунг, главно седалище на линията. Дарма Сенге води по-късните ученици на Цангпа Гяре като например Гоцампа Гонпо Дордже (1189 – 1258), по пътя на реализацията и така става също техен Гуру. Племенника на Дарма и техните наследници заемат трона в Ралунг и така поддържат линията.
Гялва Лорепа, Гялва Гоцангпа и неговия ученик Гялва Янг Гомпа са известни като Гялва Намсун или Тримата Победоносни като потвърждение на духовната им реализация. Последователите на Гялва Лорепа са наречени „Долна Друкпа“. Последователите на Гялва Гоцангпа са наречени „Горна Друкпа“и последователите на Онре Дарма Сенге са наречени „Средна Друкпа“.
Днес линията Друкпа има повече от хиляда манастира в Тибет, Бутан, Ладак, Сиким, Непал, Индия и други части на Хималаите и повече от 800 години на водене на безбройни същества по пътя на Дхарма към съвършено просветление.
Сега има будистки центрове от традицията Друкпа Кагю в САЩ, Бразилия, Франция, Германия, България.

## Клон Шакя Шри
Клонът Друкпа Кагю Шакя Шри бил основан от Йоги Тогден Друбванг Шакя Шри и неговите учиници в Непал, Бутан и Хималаите (Ладак, Лахоул и други). Продължителите на традицията Шакя Шри Друкпа са Се Ринпоче (Индия, Манали) и Кхандро Тринле Чодон (Индия, Австралия), а сега имат свои последователи в България.